# Lista recordurilor olimpice la atletism
Lista recordurilor olimpice la atletism cuprinde recordurile olimpice stabilite de atleți la Jocurile Olimpice de vară și recunoscute de Comitetul Olimpic Internațional (COI). Jocurile Olimpice de vară se desfășoară odată la patru ani. Primele Jocuri Olimpice moderne s-au desfășurat la Atena în 1896.
Atletismul figurează în programul Jocurilor Olimpice de la prima ediție pentru bărbați și din 1928 pentru femei. În prezent există 24 de probe pentru bărbați, iar 23 de probe pentru femei. La proba de 50 km marș concurează exclusiv bărbați. La femei proba combinată este heptatlonul, care conține șapte discipline, iar la bărbați decatlonul, care conține zece discipline. La femei proba de alergare cu garduri la distanță mică este de 100 de metri, cu 10 metri mai scurt decât la bărbați.
Lista cuprinde doar recorduri la probe în programul actual al Jocurilor Olimpice și la ediții recunoscute de Comitetul Olimpic Internațional ca Jocuri Olimpice de vară.

## Masculin

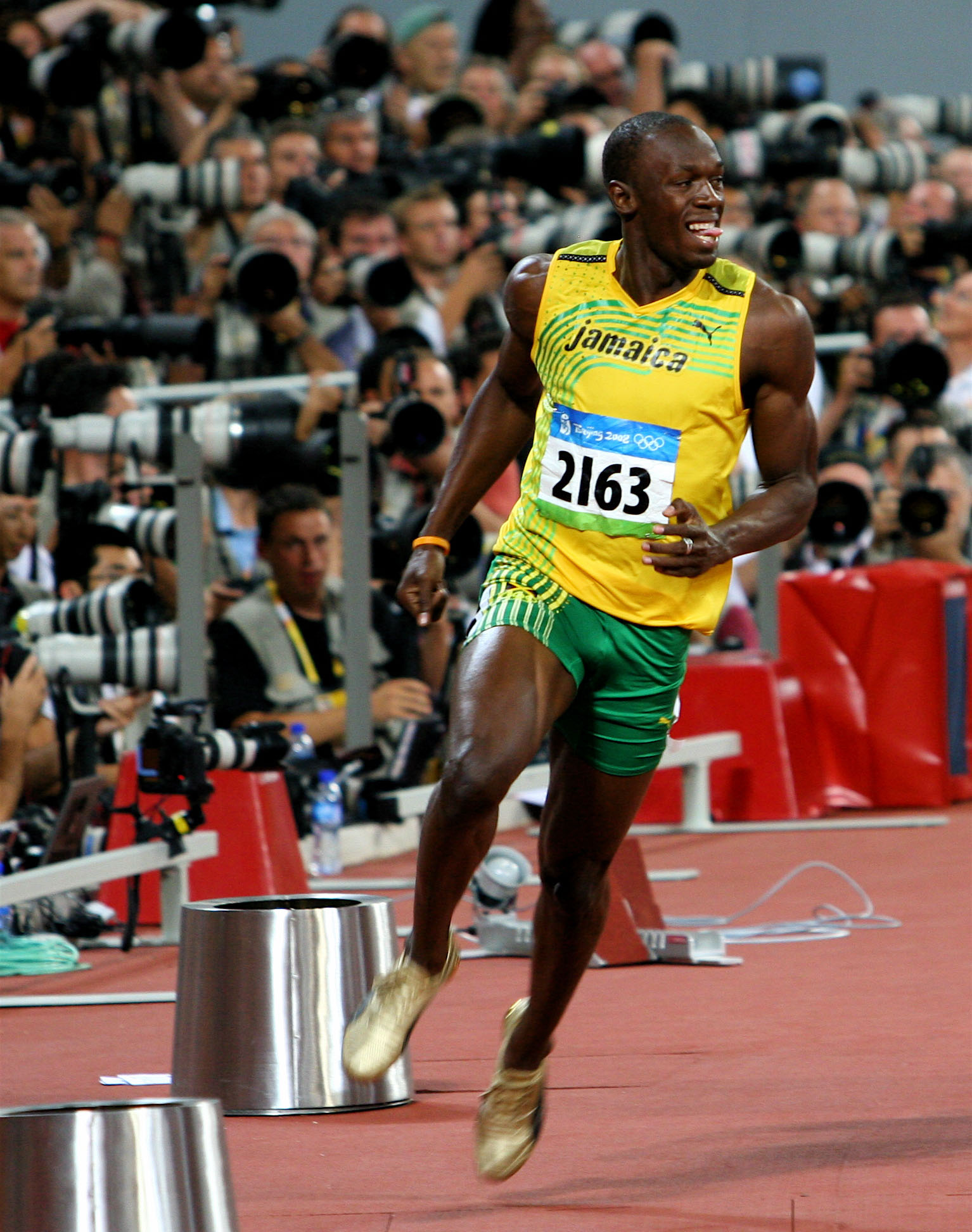
Usain Bolt este recordman olimpic la trei probe: 100 m, 200 m, și împreună cu coechipierii săi din Jamaica, la 4 × 100 m.

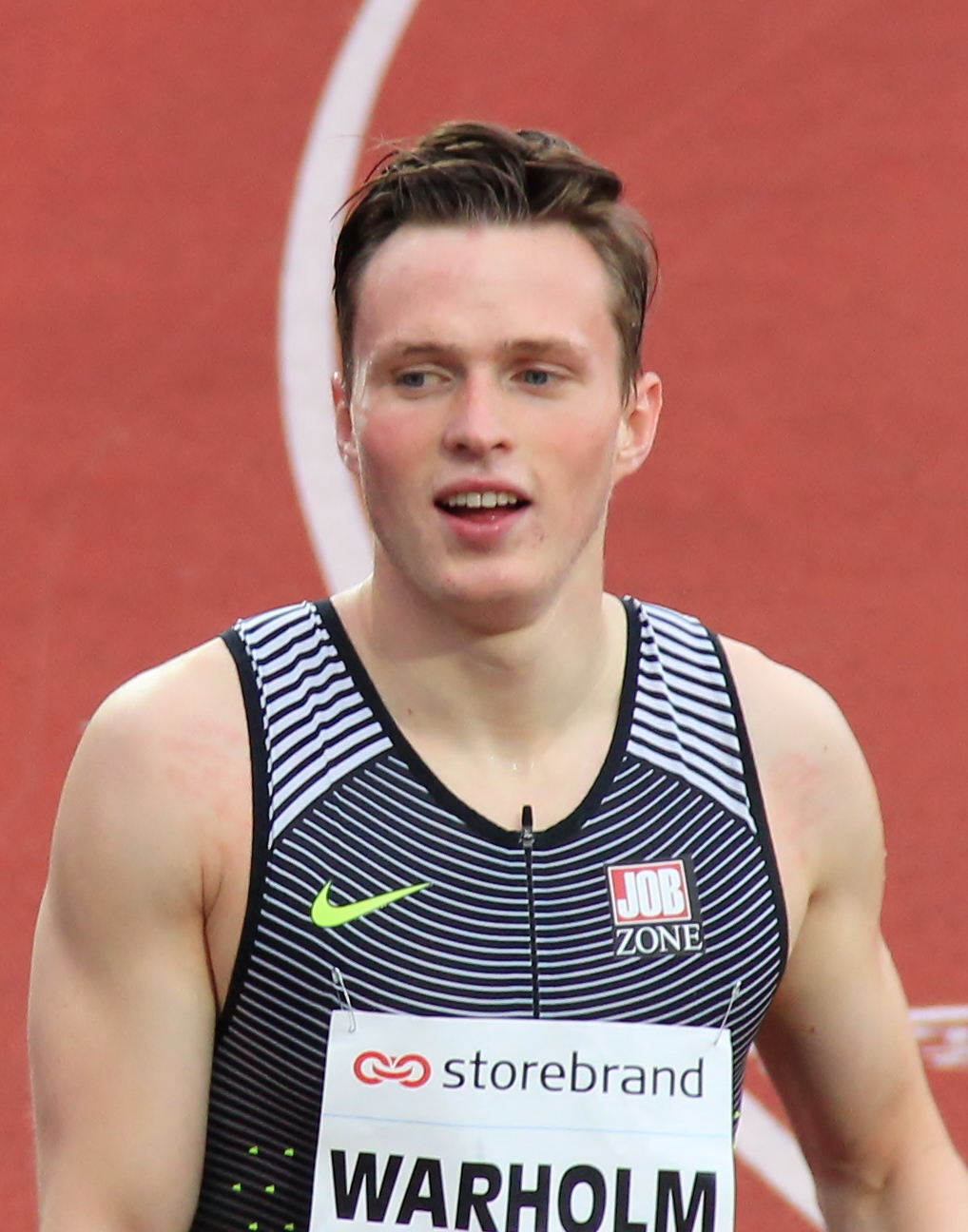
Karsten Warholm, recordman olimpic la proba de 400 m garduri.

♦ înseamnă un record, care este de asemena un record mondial. Lista include recorduri stabilite pânâ la 5 august 2024.
| Probă sportivă        | Record olimpic | Atlet                                                        | Țară                             | Jocurile Olimpice     | Dată               | Ref         |
| --------------------- | -------------- | ------------------------------------------------------------ | -------------------------------- | --------------------- | ------------------ | ----------- |
| 100 metri             | 9,63 s         | Usain Bolt                                                   | Jamaica (JAM)                    | Londra 2012           | 2012 august 5      | [ 2 ]       |
| 200 metri             | 19,30 s        | Usain Bolt                                                   | Jamaica (JAM)                    | Beijing 2008          | 2008 august 20     | [ 3 ]       |
| 400 metri             | 43,03 s        | Wayde van Niekerk                                            | Africa de Sud (RSA)              | Rio de Janeiro 2016   | 2016 august 14     | [ 4 ]       |
| 800 metri             | ♦1:40,91 min   | David Rudisha                                                | Kenya (KEN)                      | Londra 2012           | 2012 august 9      | [ 5 ]       |
| 1.500 metri           | 3:27,65 min    | Cole Hocker                                                  | Statele Unite ale Americii (USA) | Paris 2024            | 2024 august 6      | [ 6 ]       |
| 5.000 metri           | 12:57,82 min   | Kenenisa Bekele                                              | Etiopia (ETH)                    | Beijing 2008          | 2008 august 23     | [ 7 ]       |
| 10.000 metri          | 26:43,14 min   | Joshua Cheptegei                                             | Uganda (UGA)                     | Paris 2024            | 2024 august 2      | [ 8 ] [ 9 ] |
| Maraton               | 2:06:32 h      | Tamirat Tola                                                 | Etiopia (ETH)                    | Paris 2024            | 2024 august 10     | [ 10 ]      |
| 110 metri garduri     | 12,91 s        | Liu Xiang                                                    | China (CHN)                      | Atena 2004            | 2004 august 27     | [ 11 ]      |
| 400 metri garduri     | ♦45,94 s       | Karsten Warholm                                              | Norvegia (NOR)                   | Tokyo 2020            | 2021 august 3      | [ 12 ]      |
| 3.000 m obstacole     | 8:03,28 min    | Conseslus Kipruto                                            | Kenya (KEN)                      | Rio de Janeiro 2016   | 2016 august 17     | [ 13 ]      |
| 4 x 100 metri ștafetă | ♦36,84 s       | Nesta Carter Michael Frater Yohan Blake Usain Bolt           | Jamaica (JAM)                    | Londra 2012           | 2012 august 11     | [ 14 ]      |
| 4 x 400 metri ștafetă | 2:54,43 min    | Christopher Bailey Vernon Norwood Bryce Deadmon Rai Benjamin | Statele Unite ale Americii (USA) | Paris 2024            | 2024 august 10     | [ 15 ]      |
| 20 km marș            | 1:18:46 h      | Chen Ding                                                    | China (CHN)                      | Londra 2012           | 2012 august 4      | [ 16 ]      |
| 50 km marș            | 3:35:59 h      | Sergey Kirdyapkin                                            | Rusia (RUS)                      | Londra 2012           | 2012 august 11     | [ 17 ]      |
| Săritura în înălțime  | 2,39 m         | Charles Austin                                               | Statele Unite ale Americii (USA) | Atlanta 1996          | 1996 iulie 28      | [ 18 ]      |
| Săritură în lungime   | 8,90 m         | Bob Beamon                                                   | Statele Unite ale Americii (USA) | Ciudad de México 1968 | 1968 octombrie 18  | [ 19 ]      |
| Săritura cu prăjina   | 6,25 m         | Armand Duplantis                                             | Suedia (SWE)                     | Paris 2024            | 2024 august 5      | [ 20 ]      |
| Triplu salt           | 18,09 m        | Kenny Harrison                                               | Statele Unite ale Americii (USA) | Atlanta 1996          | 1996 iulie 27      | [ 21 ]      |
| Aruncarea greutății   | 23,30 m        | Ryan Crouser                                                 | Statele Unite ale Americii (USA) | Tokyo 2020            | 2021 august 5      | [ 22 ]      |
| Aruncarea discului    | 70,00 m        | Rojé Stona                                                   | Jamaica (JAM)                    | Paris 2024            | 2024 august 7      | [ 23 ]      |
| Aruncarea ciocanului  | 84,80 m        | Sergey Litvinov                                              | Uniunea Sovietică (URS)          | Seul 1988             | 1988 septembrie 26 | [ 24 ]      |
| Aruncarea suliței     | 92,97 m        | Arshad Nadeem                                                | Pakistan (PAK)                   | Paris 2024            | 2024 august 8      | [ 25 ]      |
| Decatlon              | 9.018 p.       | Damian Warner                                                | Canada (CAN)                     | Tokyo 2020            | 2021 august 5      | [ 26 ]      |

## Feminin

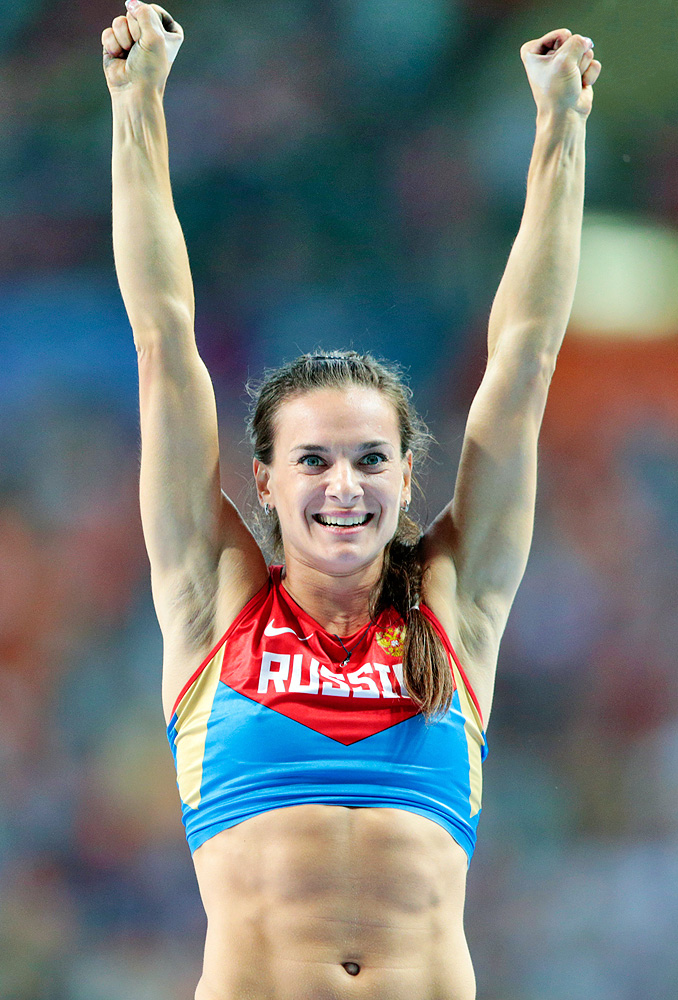
Elena Isinbaeva a stabilit recordul olimpic la proba de săritură cu prăjina.

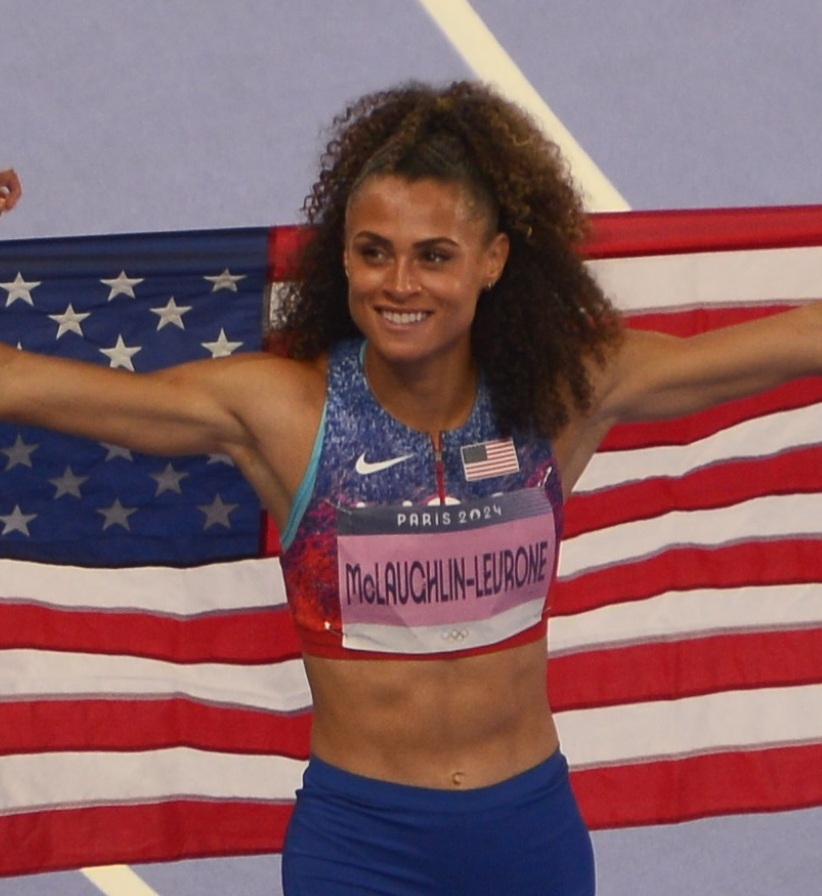
Sydney McLaughlin-Levrone a stabilit recordul olimpic la proba de 400 m garduri.

♦ înseamnă un record, care este de asemena un record mondial. Lista include recorduri stabilite pânâ în 9 august 2024.
| Probă sportivă        | Record olimpic | Atlet                                                          | Țară                             | Jocurile Olimpice   | Dată               | Ref    |
| --------------------- | -------------- | -------------------------------------------------------------- | -------------------------------- | ------------------- | ------------------ | ------ |
| 100 metri             | 10,61 s        | Elaine Thompson Herah                                          | Jamaica (JAM)                    | Tokyo 2020          | 2021 iulie 31      | [ 27 ] |
| 200 metri             | ♦21,34 s       | Florence Griffith-Joyner                                       | Statele Unite ale Americii (USA) | Seul 1988           | 1988 septembrie 29 | [ 28 ] |
| 400 metri             | 48,17 s        | Marileidy Paulino                                              | Republica Dominicană (DOM)       | Paris 2024          | 2024 august 9      | [ 29 ] |
| 800 metri             | 1:53,43 min    | Nadezhda Olizarenko                                            | Uniunea Sovietică (URS)          | Moscova 1980        | 1980 iulie 27      | [ 30 ] |
| 1.500 metri           | 3:51,29 min    | Faith Kipyegon                                                 | Kenya (KEN)                      | Paris 2024          | 2024 august 10     | [ 31 ] |
| 5.000 metri           | 14:26,17 min   | Vivian Cheruiyot                                               | Kenya (KEN)                      | Rio de Janeiro 2016 | 2016 august 19     | [ 32 ] |
| 10.000 metri          | 29:17,45 min   | Almaz Ayana                                                    | Etiopia (ETH)                    | Rio de Janeiro 2016 | 2016 august 12     | [ 33 ] |
| Maraton               | 2:22:55 h      | Sifan Hassan                                                   | Olanda (NED)                     | Paris 2024          | 2024 august 11     | [ 34 ] |
| 100 metri garduri     | 12,26 s        | Jasmine Camacho-Quinn                                          | Puerto Rico (PUR)                | Tokyo 2020          | 2021 august 1      | [ 35 ] |
| 400 metri garduri     | 50,37 s        | Sydney McLaughlin-Levrone                                      | Statele Unite ale Americii (USA) | Paris 2024          | 2024 august 8      | [ 36 ] |
| 3.000 m obstacole     | ♦8:52,76 min   | Winfred Yavi                                                   | Bahrain (BRN)                    | Paris 2024          | 2024 august 6      | [ 37 ] |
| 4 x 100 metri ștafetă | ♦ 40,82 s      | Tianna Madison Allyson Felix Bianca Knight Carmelita Jeter     | Statele Unite ale Americii (USA) | Londra 2012         | 2012 august 10     | [ 38 ] |
| 4 x 400 metri ștafetă | ♦3:15,17 min   | Tatyana Ledovskaya Olga Nazarova Mariya Pinigina Olga Bryzgina | Uniunea Sovietică (URS)          | Seul 1988           | 1988 octombrie 1   | [ 39 ] |
| 20 km marș            | ♦1:25:16 h     | Qieyang Shijie                                                 | China (CHN)                      | Londra 2012         | 2012 august 11     | [ 40 ] |
| Săritura în înălțime  | 2,06 m         | Yelena Slesarenko                                              | Rusia (RUS)                      | Atena 2004          | 2004 august 28     | [ 41 ] |
| Săritura în lungime   | 7,40 m         | Jackie Joyner-Kersee                                           | Statele Unite ale Americii (USA) | Seul 1988           | 1988 septembrie 29 | [ 42 ] |
| Săritura cu prăjina   | 5,05 m         | Elena Isinbaeva                                                | Rusia (RUS)                      | Beijing 2008        | 2008 august 18     | [ 43 ] |
| Triplu salt           | 15,67 m        | Yulimar Rojas                                                  | Venezuela (VEN)                  | Tokyo 2020          | 2021 august 1      | [ 44 ] |
| Aruncarea greutății   | 22,41 m        | Ilona Slupianek                                                | Germania de Est (GDR)            | Moscova 1980        | 1980 iulie 24      | [ 45 ] |
| Aruncarea discului    | 72,30 m        | Martina Hellmann                                               | Germania de Est (GDR)            | Seul 1988           | 1988 septembrie 29 | [ 46 ] |
| Aruncarea ciocanului  | 82,29 m        | Anita Włodarczyk                                               | Polonia (POL)                    | Rio de Janeiro 2016 | 2016 august 15     | [ 47 ] |
| Aruncarea suliței     | 71,53 m        | Osleidys Menéndez                                              | Cuba (CUB)                       | Atena 2004          | 2004 august 27     | [ 48 ] |
| Heptatlon             | ♦7.291 p.      | Jackie Joyner-Kersee                                           | Statele Unite ale Americii (USA) | Seul 1988           | 1988 septembrie 24 | [ 49 ] |